# Maesiah Thabane
Maesiah Thabane (nacida el 16 de abril de 1977) es la esposa del primer ministro de Lesoto Thomas Thabane y la primera dama de Lesoto desde su matrimonio con Thabane desde el día 27 de agosto de 2017.
El 10 de enero de 2020, la policía emitió una orden de arresto contra Maesiah Thabane, quien es buscada en relación con la muerte a tiros de 2017 de la esposa separada de Tom Thabane, Lipolelo Thabane.

## Biografía
Nacida en el pueblo Liabiloe Ramoholi para la tribu de Mosotho, se casó con el primer ministro Tom Thabane el 27 de agosto de 2017 en una ceremonia celebrada en el estadio Setsoto en Maseru

## Controversia
En mayo de 2018, surgieron denuncias de que el director del Fondo Fiduciario Maesiah Thabane, Makarabo Mojakhomo, y su esposo, el oficial del Ministerio del Interior, Thabang Mojakhomo, habían defraudado a la organización fundada por la primera dama de hasta 200.000.000. El 21 de mayo, después de 'La desaparición de Makarabo de la custodia policial, Amnistía Internacional publicó una petición de' acción urgente ', informando que "la familia de Makarabo teme que haya sido sometida a desaparición forzada dada la historia de tales casos en el país que involucran a fuerzas de seguridad" Tras la reaparición de Mojakhomo en Sudáfrica en mayo de 2019, informó que temía que la primera dama tuviera "poderes para controlar a la policía y al poder judicial para que ella no obtuviera un juicio libre y justo con ella en control" .
La Sra. Thabane fue acusada previamente en septiembre de 2018 por Motlohi Maliehe, ministro de turismo, medio ambiente y cultura y presidenta del partido Convención de Todos los Basotos (ABC), de acciones corruptas. Maliehe fue despedido de su cargo ministerial luego de afirmar que la Sra. Thabane estaba "torpedeando al gobierno al tratar de controlar a los ministros y cómo desempeñaban sus funciones" e "instigando a la remoción de los ministros que se negaron a cumplir con sus demandas". Dichas acciones supuestamente han contribuido a la fractura del partido del primer ministro Thabane (ABC), uno "nublado por un" comportamiento desordenado "similar".
En oposición a las acusaciones presentadas por el Sr. Maliehe, la Sra. Thabane cita la frustración por la "inestabilidad oficial y la inercia del gobierno", que "a veces la obligó a tomar el asunto en sus propias manos para asegurarse de que Basotho obtuviera [los] servicios que necesitaban". La primera dama está particularmente preocupada por la falta de tratamiento disponible para pacientes con cáncer, así como por el VIH / SIDA.
En julio de 2019, fue la anfitriona de la 12.ª Conferencia deConferencia Alto al Cáncer Cervical, de Mama y de Próstata en África (SCCA), a la que asistieron todas las primeras damas africanas.

## Acusada de Homicidio e Intento de Homicidio
Maesaiah Thabane, pareja del primer ministro, Thomas Thabane, quedó en libertad bajo fianza después de ser detenida el 4 de febrero, tras dos semanas de fuga, acusada de asesinar a su predecesora. Durante la primera vista oral también se le acusó de intentar asesinar a Thato Sibolla, una amiga de la familia que viajaba junto a la primera dama. Los hechos se remontan a 2017, cuando dos días antes de que Thabane fuera proclamado primer ministro de Lesoto, su exmujer, Lipolelo Thabane, fue asesinada en una emboscada en plena calle.
El juicio tendrá lugar el 18 de febrero. Antes de ese momento, la acusada tiene intención de ir a Sudáfrica por motivos médicos. Esto ha hecho saltar las alarmas en la policía de Lesoto, ya que creen que Thabane aprovechará la libertad provisional para fugarse y evitar el proceso judicial.